# Rapeepong Supatineekitdecha
Rapeepong Supatineekitdecha (รพีพงศ์ ศุภธินีกิตติ์เดชา; nascido em 11 de fevereiro de 2006), conhecido pelo apelido de Lego (เลโก้) é um ator, cantor e dançarino tailandês. Ele é conhecido como membro do grupo de T-pop LYKN, junto com Jakrapatr Kaewpanpong (William), Chayatorn Trairattanapradit (Tui), Pichetpong Chiradatesakunvong (Hong) e Thanat Danjesda (Nut).

## Início da vida e educação
Lego nasceu em 11 de fevereiro de 2006 em Nakhon Ratchasima, Tailândia. Ele tem uma irmã mais velha. Lego começou a aprender a dançar aos 4 anos e a cantar aos 13. A primeira dança que ele executou foi a música "Nobody" das Wonder Girls no casamento de sua tia. Durante o ensino fundamental, ele se interessou por natação, por isso participava frequentemente de competições esportivas. Ele também consegue memorizar coreografias rapidamente e dar cambalhotas.
Ele estuda na Sarasas Witaed Nakhonratchasima School.

## Carreira
Lego é cantor e dançarino da agência de produção e talentos GMMTV. Antes de ingressar na GMMTV, ele foi ex-membro do grupo 1stKidz da Bstars Music até anunciar sua formatura na 1stKidz em janeiro de 2021 e se formar oficialmente em março de 2021.
Em outubro de 2022, Lego foi confirmado como concorrente do reality show de sobrevivência da GMMTV, Project Alpha. Em maio de 2023, ele estreou como membro do grupo LYKN após ficar em 2º lugar. 
Em 2023, ele fez sua estreia como ator no curta-metragem do LYKN No Worries. Em dezembro de 2024, ele estreou na série BL ThamePo Heart That Skips a Beat (2024).

## Filmografia

### Cinema
| Ano  | Título     | Personagem | Notas                  |
| ---- | ---------- | ---------- | ---------------------- |
| 2023 | No Worries |            | Curta-metragem do LYKN |

### Séries de televisão
| Ano  | Título                          | Personagem | Notas           | Canal |
| ---- | ------------------------------- | ---------- | --------------- | ----- |
| 2024 | ThamePo Heart That Skips a Beat | Nano       | Papel principal | GMMTV |
| TBA  | Mu-Te-Luv                       |            | Papel principal | GMMTV |

### Programas de televisão
| Ano  | Título        | Personagem  | Notas                              |
| ---- | ------------- | ----------- | ---------------------------------- |
| 2023 | Project Alpha | Concorrente | Alpha; estreia como membro do LYKN |